# Гаугесунн (стадіон)
«Геугесунн Стадіон» (норв. Haugesund Stadion) — футбольний стадіон у місті Геугесунн, Норвегія, домашня арена ФК «Геугесунн».
Стадіон побудований та відкритий 1920 року. Першу трибуну місткістю 500 глядачів здали в експлуатацію в 1926 році. 1936 року здійснено масштабну реконструкцію арени з розширенням. Споруджено нову трибуну місткістю 700 глядачів та облаштовано підтрибунні приміщення. У 1948 році арену розширено до 3 000 місць. 2013 року здійснено капітальну реконструкцію арени, у результаті якої місткість зросла до 8 754 глядачів.